# Moravsko-šleski Beskidi
Moravsko-šleski Beskidi (češki: Moravskoslezské Beskydy, slovački: Moravsko-sliezske Beskydy) prostrana je planinska regija u Češkoj te manjim dijelom u Slovačkoj. Dio je Zapadnih Beskida koji su pak dio Karpata.
Planina je nastala tijekom alpske orogeneze u kenozoiku. Geološki se uglavnom sastoji od flišnih naslaga. Na sjeveru je strma i uzdiže se na gotovo 1.000 metara u odnosu na prilično ravan krajolik, na jugu se polako stapa s planinskim lancem Javorník. Na jugozapadu Moravsko-šleski Beskidi su odvojeni od Vsetínské vrchy dolinom rijeke Rožnovske Bečve, a na sjeveroistoku ih Jablunkov prijevoj dijeli od Šleskih Beskida.
Najviša točka planine je Lysá hora s 1.323 m, koja je jedno od najkišovitijih mjesta u Češkoj s oko 1500 mm padalina godišnje.  Planine su 80% pod šumama, uglavnom nasadima smreke koja je na nekim dijelovima teško oštećena zbog industrije iz Ostrave. Izvorno je planina bila pokrivena mješovitom šumom s dominantnom bukvom. U planini obitavaju tri velike srednjoeuropske zvijeri ris, medvjeda i vuka.

## Vrhovi
- Lysá hora 1323
- Smrk 1276}
- Kněhyně
- Čertův mlýn 1206
- Travný 1203
- Malý Smrk 1174
- Radhošť 1129
- Radegast 1106
- Tanečnice 1084
- Ropice 1083
- Veľký Polom 1067
- Javorový vrch 1032

## Ostali projekti
|  | Zajednički poslužitelj ima još gradiva o temi Moravsko-šleski Beskidi |